# Induction florale

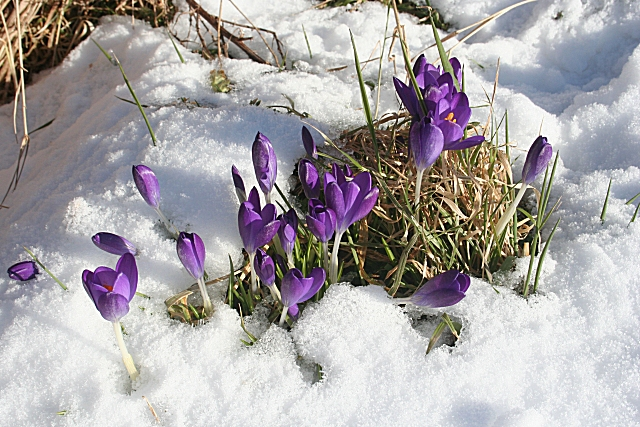
Crocus vernus émergeant de la neige.

L'induction florale est un phénomène physiologique qui fait qu'un bourgeon à feuille évolue en bouton à fleur. Chez les Angiospermes, l’induction florale est responsable de la floraison, donc de la reproduction sexuée. Ainsi, l’étroite régulation de la période de floraison mène à un processus reproductif efficace, permettant le développement de graines dans des conditions environnementales optimales. Chez les plantes annuelles, l’induction florale est aussi le début de la sénescence.

## Facteurs en jeu

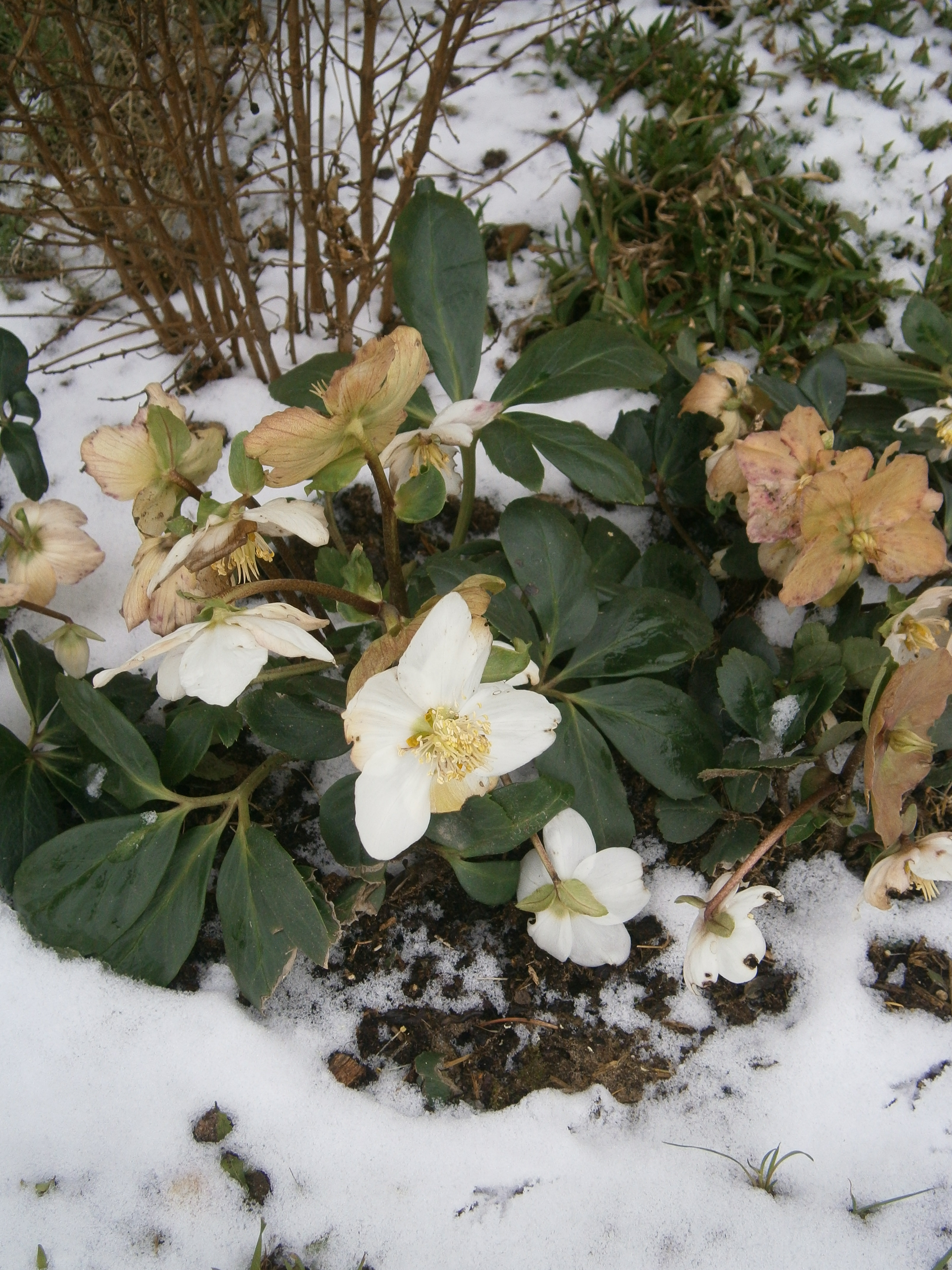
Rose de Noël. Floraison hivernale (24 janvier 2019).

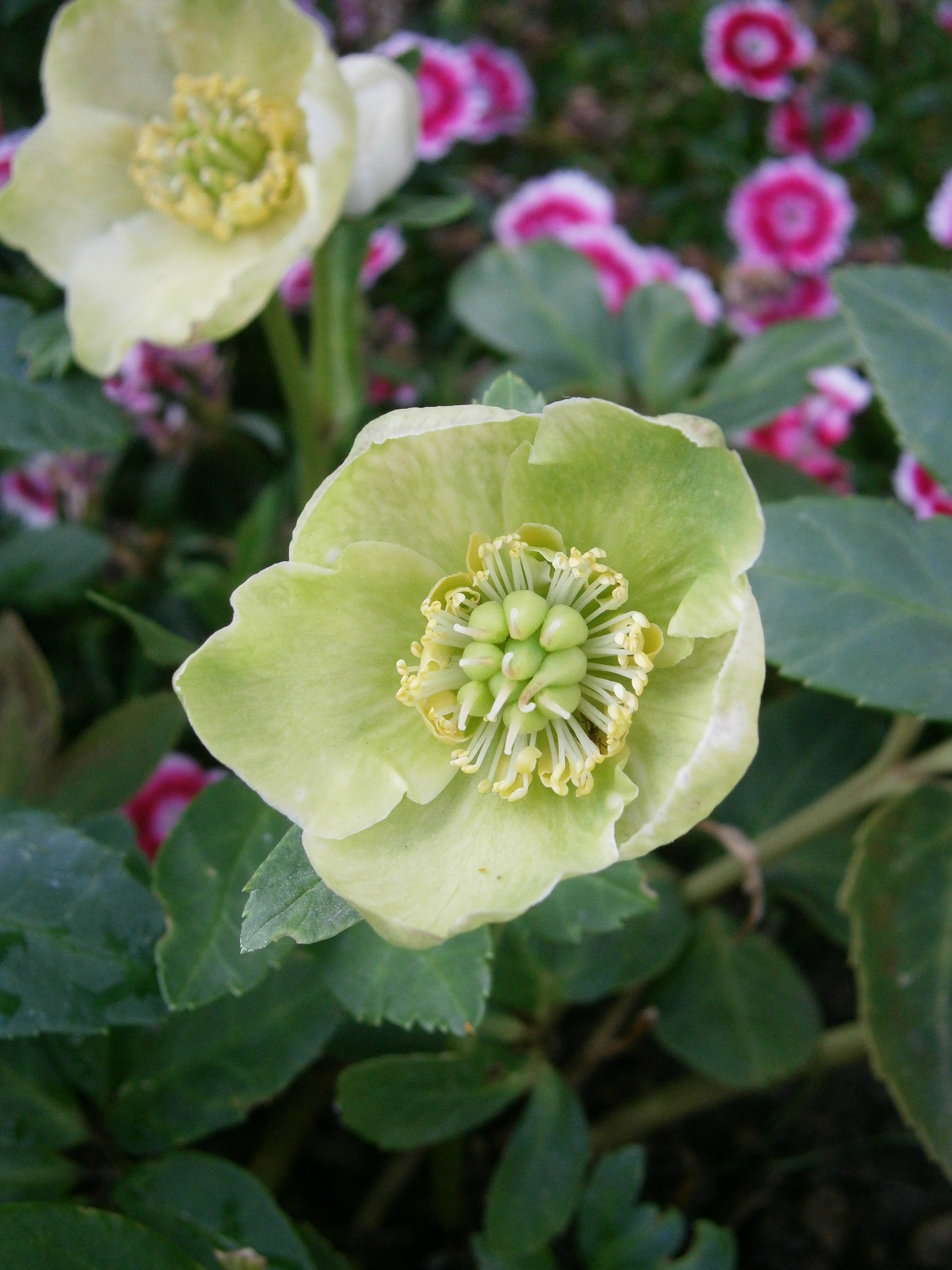
Rose de Noël à floraison estivale exceptionnelle (1er juillet 2019).

Les mécanismes de floraison sont complexes et dépendent essentiellement de facteurs environnementaux et endogènes, soit
- une période obligatoire de froid (vernalisation) ;
- des variations saisonnières de température (thermopériodisme) ;
- la longueur du jour (photopériode) ;
- le temps qui passe (il semble que les plantes soient génétiquement programmées pour que, au-delà d'une certaine période, la floraison soit induite, même en l'absence des autres stimuli, l'horloge interne de la plante, dépendant pour cette opération du taux d'un brin d'ARN (microARN 156) dans la cellule (Ce taux qui diminue avec le temps); cette découverte a été faite en étudiant la plante-modèle de laboratoire Arabidopsis thaliana. Les gènes SPL induisent la floraison. Chez Arabidopsis thaliana, ils sont inhibés par un taux élevé (chez la jeune plante) de microARN 156[1].) ;
- des variations thermohygrométriques (sécheresse, stress hydrique ; par exemple, une réduction de l'arrosage favorise l'induction florale des agrumes) ;
- des hormones induites en réaction à d'autres facteurs de stress (taille, certaines maladies)

- Les facteurs trophiques jouent également un rôle important. Lorsque l'alimentation de la plante est riche en azote, on favorise le développement végétatif alors qu’une alimentation riche en carbone favorise l'induction florale.

Si le rapport C/N est supérieur à 20, on favorise la floraison. En dessous, on l'inhibe.
Il y a donc compétition entre la croissance végétative et le développement d’organes reproducteurs. Lorsque l'on taille exagérément un arbre fruitier il stockera moins de sucres (moins de carbone C) car moins d'énergie solaire pourra être captée par les feuilles, à l'inverse de l'azote N apporté en même quantité par les racines : l'année suivante le rapport C/N sera trop faible, il y aura moins de boutons floraux et plus de bourgeons végétatives - pour remplacer les branches et le feuillage. De la même manière, après une grosse production de fruits beaucoup de sucre sera éliminé et l'année suivante il y aura encore un excès d'azote et une très mauvaise production. On génère ainsi un phénomène connu sous le nom d'alternance, plus ou moins sensible selon les variétés. Pour garantir la stabilité de la production il faudra donc parfois corriger, dans un sens ou dans l'autre, en taillant de manière à réduire le nombre de boutons végétatifs ou bien en éliminant une partie des jeunes fruits en formation. Parfois la plante élimine elle-même une partie de ses fruits avant maturité.
Un apport excessif d'azote peut empêcher la floraison : pour un arbre fruitier elle ne se justifie que lorsque l'arbre est encore en début de croissance.

### Influence de la photopériode

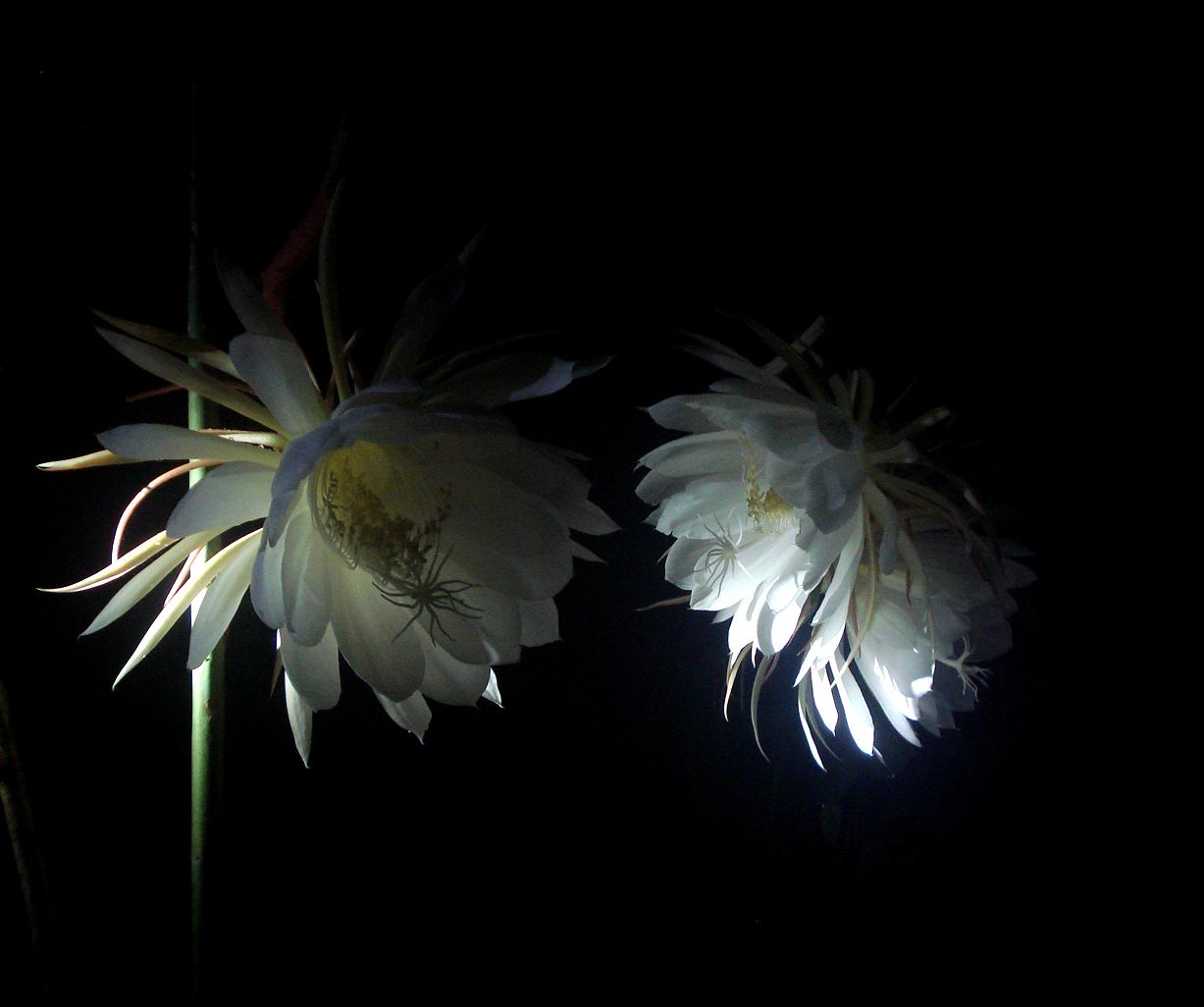
Contrairement à de nombreuses des plantes, Epiphyllum oxypetalum ne fleurit qu'une nuit et se fane au petit matin.

Les recherches permettant la compréhension des mécanismes induisant la floraison ont été menées dès les années 1920, en particulier par le physiologiste arménien Mikhail Chailakhyan, lequel a introduit en 1936 le terme florigène : substance hormonale contrôlant et/ou déclenchant la floraison. Des études plus récentes, conduites dans le but d’améliorer la productivité agricole, ont permis de confirmer que les plantes répondent en fonction de la durée du jour. Des recherches subséquentes ont permis de diviser les espèces en différents groupes selon leur photopériode (chronotype) :
- Les plantes à floraison en jours longs (LD) fleurissent lorsque la période de lumière est supérieure à un seuil, appelé photopériode critique [5]. Arabidopsis thaliana est l’organisme modèle pour l’étude des mécanismes moléculaires induisant la floraison des plantes à jour long.
- Les plantes à floraison en jours courts (SD) voient leur floraison induite lorsque la durée du jour est inférieure à ce seuil [5]. Le riz domestiqué, Oryza sativa, représente un organisme typique étudié pour ce chronotype.

## Transition du méristème apical en méristème floral
Le méristème apical caulinaire (MAC ou SAM en anglais (Shoot Apex Meristem), un tissu de la tige, sert de population cellulaire progénitrice pour les parties aériennes de la plante (feuilles, tige, fleurs) . En ce qui concerne la production des fleurs, le MAC doit dans un premier temps être converti en méristème d’inflorescence. Le méristème d’inflorescence est un tissu indifférencié précurseur du méristème floral qui est responsable de l’organogenèse. Les conditions environnementales, comme la température (vernalisation) ou la période d'ensoleillement, ainsi que des facteurs endogènes, dont les phytohormones et les gènes d’induction florale, sont responsables de cette transition .

## Histoire
Les chroniqueurs médiévaux et scientifiques des siècles précédents ont souvent noté des phénomènes remarquables de « secondes floraison » en automne ou hiver, souvent considérés comme de mauvais présage au Moyen Âge.

À titre d'exemple, le directeur du Jardin botanique d'Anvers, signale une seconde floraison de plusieurs espèces aux mois d'octobre et de novembre 1858, année exceptionnellement chaude et sèche en été, alors que la floraison normale avait eu lieu « un mois plus tôt que l'époque habituelle ». Il signale que M. Bellynck a fait connaître également qu'une seconde floraison s'est fait remarquer à Namur, particulièrement dans le pommier, le poirier, le Corchonis japonicus et le Syrinyu vulgaris.

## Induction florale artificielle contrôlée

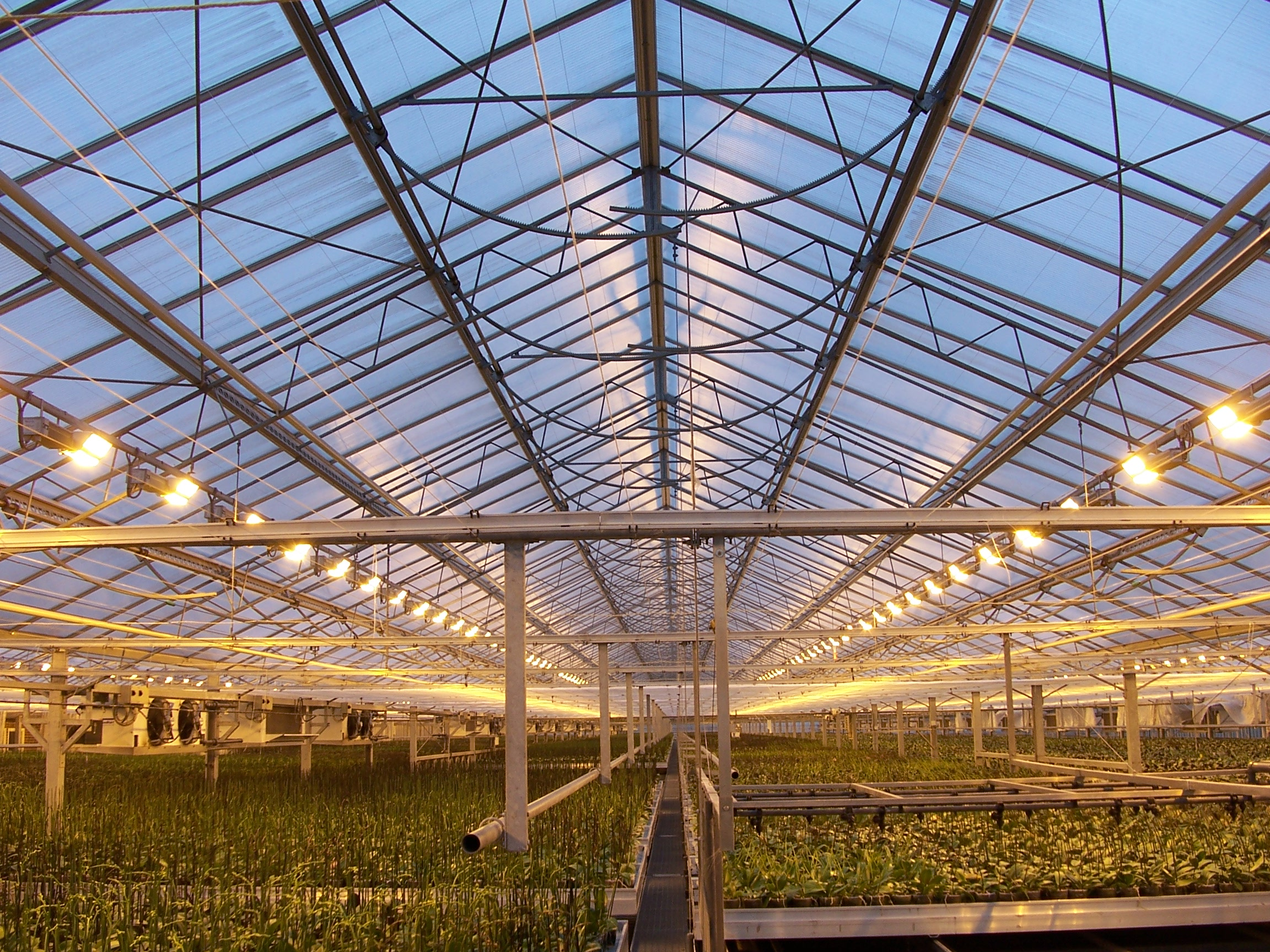
Forçage de la floraison des orchidées sous serre.

La pratique de l'nduction florale artificielle contrôlée s'est développée pour certains fruits et légumes pour :
- Répondre à une demande continue
- Assurer un revenu plus régulier aux producteurs

### Produits de contrôle de l'induction florale
- Gibbérelline (Ga) : hormones les plus impliquées dans le contrôle de la floraison.
- Cytokinines (Ck) : hormone appliquée à faible dose, elles ont souvent un effet stimulateur.
- Auxine : elle est presque toujours inhibiteur de la floraison, idem pour l’acide abscissique.
- L'éthylène selon les végétaux stimule ou inhibe la mise à fleur.

### Exemple de la mangue en Thaïlande
- Manipulation hormonale : Les agriculteurs utilisent des régulateurs de croissance, principalement du paclobutrazol (PBZ). Ce produit est appliqué au niveau des racines pendant la saison des pluies (juillet-août). Il limite la croissance végétative et favorise la floraison

- Gestion de l'irrigation : Après l'application du PBZ, les agriculteurs créent un stress hydrique contrôlé en réduisant progressivement l'arrosage pendant 30-45 jours. Cette période de "repos forcé" simule la fin de la saison sèche.

- Déclenchement de la floraison : Une fois le stress hydrique établi, les arbres sont aspergés de nitrate de potassium. Cette pulvérisation, combinée à une reprise de l'irrigation, déclenche la floraison. Les fleurs apparaissent environ 7-10 jours après le traitement.

Cette technique permet d'obtenir des fruits environ 100-120 jours après la floraison, d'où une disponibilité en hiver.
Cependant, cette production hors-saison présente quelques différences :
- Les fruits sont généralement plus petits que ceux de saison
- Le goût peut être légèrement moins prononcé
- Les rendements sont plus faibles
- Le prix de vente est plus élevé du fait de la rareté et des coûts de production